# Entelodontidae

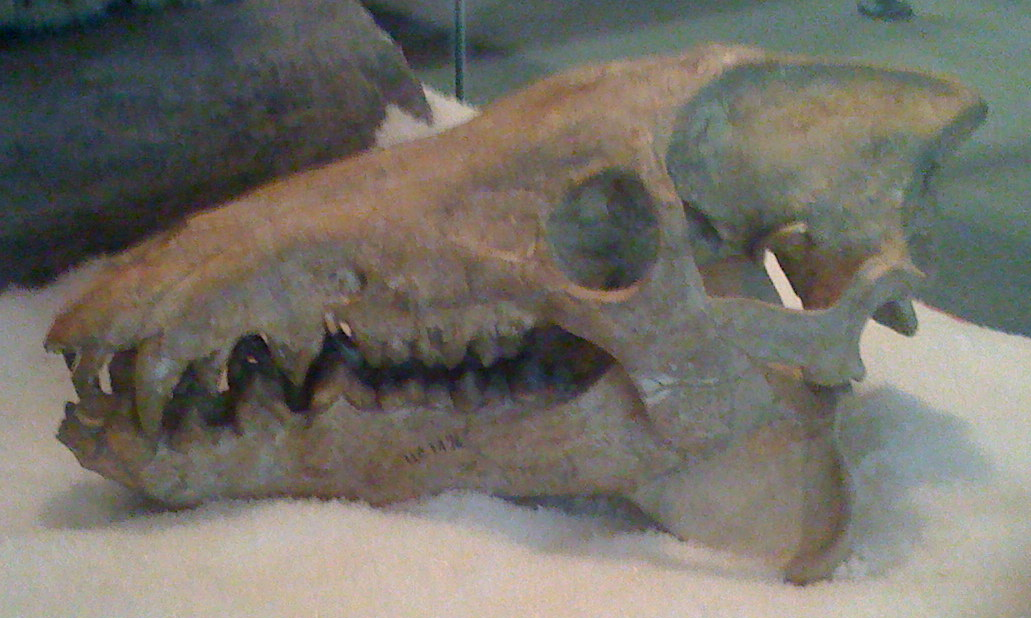
Entelodontidae sp. koponya

Az Entelodontidae az emlősök (Mammalia) osztályába és a párosujjú patások (Artiodactyla) rendjébe tartozó fosszilis család.

## Megjelenésük
Eme család tagjai, óriási, disznószerű ragadozó életmódot folytató, illetve dögevő állatok voltak. Egyes fajok marmagassága több mint 2 méter volt, és tömegük elérhette a 350 kilogrammot, de agyuk, csak narancs méretű volt. A legnagyobb képviselők az észak-amerikai Daeodon shoshonensis és az eurázsiai Paraentelodon intermedium voltak, mindkettőnek a marmagassága 210 centiméter volt. A család tagjai, óriási koponyáik és állkapcsaik segítségével csontokat tudtak szétzúzni, de biztos, hogy ettek növényi eredetű táplálékot is. A maradványok azt mutatják, hogy agresszív állatok voltak, egymással szemben is, mert csontjaikon fajtársaik fogazatának a nyoma látható. Pofájukon elcsontosodott dudorok voltak, melyek védték a könnyen sebezhető helyeket, mint a szemet és az orrt, de az is lehet, hogy ezekre erős állkapocsizmok kapcsolódtak vagy csak egyszerűen a párkeresésben játszottak szerepet, mivel a hímeké nagyobb volt, mint a nőstényeké. Hatalmas, tömzsi testükhöz képest, lábaik rövidek, de karcsúak voltak. Mint minden párosujjú patásnak, ezeknek az állatoknak is csak a két középső ujja érte a földet, a két szélső elcsökevényesedett. M. Mendoza, C. M. Janis, és P. Palmqvist őslénykutatók csak egy példánynak próbálták megállapítani a testsúlyát; a következő adatot kapták: 420,7 kilogramm. Az állatok fogazata hatalmas szemfogakból, nehéz metszőfogakból, és egyszerű, de erős őrlőfogakból tevődött össze.

## Életmódjuk
A családba tartozó állatok egyaránt kedvelték az erdőket és a füves pusztákat. Az oligocén kortól a korai miocénig, ők voltak az északi félteke csúcsragadozói. Az Entelodontidaek nagy testű állatokra vadásztak, mint amilyenek az Eporeodon major és Poebrotherium wilsoni voltak, ezeket hatalmas állkapcsaikkal ölték meg. A zsákmányolt állatok mellett dögöket, növényeket és gyökereket is ettek. Néhány, velük kortárs, más állat faj csontján megtalálhatók az Entelodontidae fognyomok. Mint a mai disznófélék (Suidae), amelyekkel távolabbi rokonságban állnak, mindenevők voltak, de a rokonoktól eltérően az Entelodontidae-fajok inkább a húsevést kedvelték. Testfelépítésük megengedte, hogy könnyen vadászhassanak, a dögevésre és a növényi táplálékra csak a szárazság idején került sor. Egyes faj rejtekhelyet készített magának, ilyen volt az Archaeotherium is, amelynek rejtekhelyén néhány korai teveféle maradványt találtak.

## Lelőhelyek
Entelodontidae családhoz tartozó maradványokat találtak Ázsia, Európa és Észak-Amerika területein. Az Entelodontiae család körülbelül 37,2-15,97 millió évvel ezelőtt élt, az eocén vége felétől egészen a miocén közepéig.

## Rendszertani besorolásuk
Az Entelodontidae nevet Richard Lydekker alkotta meg; 1910-ben Gregory Nonruminantia alrendbe helyezte a családot. 1998-ban Lucas a párosujjú patások közé, míg 2005-ben Boisserie az Entelodontoidea öregcsaládba sorolta az Entelodontidae családot. Mára ez az öregcsalád fel lett számolva, helyette ezt a családot a Cetancodontamorpha nevű csoportba sorolták be; a legközelebbi rokonuknak, nem a mai disznóféléket tartják, hanem az egykoron más emlősrendbe besorolt Andrewsarchus mongoliensis-t tekintik.

## Rendszerezés
A családba az alábbi 8 nem tartozik:
- Archaeotherium Leidy, 1850 - késő eocén-késő oligocén; Észak-Amerika, Eurázsia
- Brachyhyops Colbert, 1937 - késő eocén; Észak-Amerika, Ázsia[12][13][14][15]
- Cypretherium Foss, 2007 - késő eocén; Kanada
- Daeodon Cope, 1878 - középső oligocén-kora miocén; Észak-Amerika
- Entelodon Aymard, 1846 - típusnem; késő eocén-kora oligocén; Eurázsia
- Eoentelodon Chow, 1958 - késő eocén; Kína
- Paraentelodon Gabunia, 1964 - késő oligocén-kora miocén; Ázsia
- Proentelodon Vislobokova, 2008 - késő eocén; Mongólia[16]

### Fordítás
- Ez a szócikk részben vagy egészben  az   Entelodont című angol Wikipédia-szócikk ezen változatának fordításán alapul.  Az eredeti cikk szerkesztőit annak laptörténete sorolja fel. Ez a jelzés csupán a megfogalmazás eredetét és a szerzői jogokat jelzi, nem szolgál a cikkben szereplő információk forrásmegjelöléseként.